# Schönenbuch (Bazylea-Okręg)
Schönenbuch (gsw. Schönebuech) – gmina (niem. Einwohnergemeinde) w północnej Szwajcarii, w kantonie Bazylea-Okręg, w okręgu Arlesheim. 31 grudnia 2020 roku liczyła 1 433 mieszkańców.